# Epsilon Andromedae
Epsilon Andromedae (30 Andromedae) é uma estrela na direção da constelação de Andromeda. Possui uma ascensão reta de 00h 38m 33.50s e uma declinação de +29° 18′ 44.5″. Sua magnitude aparente é igual a 4.34. Considerando sua distância de 169 anos-luz em relação à Terra, sua magnitude absoluta é igual a 0.77. Pertence à classe espectral G5III